# Lexicon (album)
Lexicon è il settimo album in studio del cantante britannico Will Young, pubblicato il 21 giugno 2019.

## Tracce
1. All the Songs – 3:52 (William Young, Jim Eliot, Mima Stilwell)
2. My Love – 3:38 (William Young, Jim Eliot, Mima Stilwell)
3. Scars – 3:30 (Will Young, Liza Owen, James Earp)
4. Get Me Dancing – 3:43 (Claire Anderson, Francis White, Jimmy Hogarth)
5. Ground Running – 3:21 (Felicia Adams, Aidan Martin, Sky Adams, Daniel Shah)
6. Dreaming Big – 4:15 (Miranda Kilbey-Jansson, Elektra Kilbey-Jansson, Hannah Robinson, Liam Howe)
7. I Bet You Call – 2:53 (Gavin Jones, Francis White, Johan Gustafsson)
8. Forever – 5:22 (William Young, Jim Eliot, Mima Stilwell)
9. Freedom – 3:32 (James Norton, Richard Philips)
10. Faithless Love – 3:41 (Thomas Walker, Dan McDougall)
11. Say Anything – 3:53 (Matthew Marston)
12. The Way We Were – 3:48 (James Lavigne, Daniel Shah, Jamie Sanderson)

## Classifiche
| Classifiche (2019) | Posizione massima |
| ------------------ | ----------------- |
| Belgio (Vallonia)  | 170               |
| Irlanda            | 73                |
| Regno Unito        | 2                 |
| Svizzera           | 84                |